# Iklódszentivány
Iklódszentivány elpusztult település Romániában, mely a jelenlegi Kolozs megye területén feküdt.

## Története
1334-ben Sancto Johanne néven említik először az oklevelek. A falunak ekkor saját plébániatemploma volt, melyet Keresztelő Szent János tiszteletére szenteltek fel. Az elpusztult falu Nagyiklód és Dengeleg közt feküdt.
Katolikus lakossága a reformáció idején áttért a református vallásra. 1643-ban még 29 jobbágy lakta, de 1662-ben már elpusztult faluként említik. Valószínűleg a Szejdi-dúlás idején pusztították el a tatár hadak.
A falunak csak annyi emléke maradt fenn, hogy egy 1863-as irat szerint az egykori területe még a református egyház birtoka.